# Dwight Green
Dwight Herbert Green (9 janvier 1897 – 20 février 1958) était un homme politique américain. Il fut gouverneur de l'Illinois de 1941 à 1949.